# La ragazza di via Millelire
La ragazza di Via Millelire è un film del 1980, scritto e diretto da Gianni Serra, tratto dal suo romanzo omonimo.

## Trama
Piccolo Centro d'incontro in via Domenico Millelire, nel quartiere Mirafiori Sud, estrema periferia di Torino, gestito dagli operatori sociali Verdiana, Wanda, Lucia e Petrini. L'assistente sociale Verdiana risponde al telefono, accanto a Primaldo, un ragazzo problematico e con ritardo mentale. Dall'altra parte del telefono c'è Elisabetta Pellegrino, detta Betty, una tredicenne problematica e che ha appena iniziato a bucarsi: è appena scappata da una comunità-alloggio di Casale Monferrato, insieme alla sua compagna di stanza, Carmela. Una seconda telefonata alla Comunità, poi, segnala che Betty è stata ritrovata in centro città, svenuta per strada. Arrivata a Torino infatti, Betty continua a frequentare ragazzi allo sbando, ladruncoli, transessuali, drogati, aspiranti spacciatori e delinquenti in erba, come ad esempio Vincenzo e Michele, che vogliono spingerla a prostituirsi.
Verdiana si prende a cuore il caso, dapprima cercando invano di capire i problemi di Betty, poi facendola trasferire in un'altra comunità di suore, dalla quale però scappa. Verdiana va a parlare con Gipì, un ex drogato di una Comunità presso le campagne di Ivrea e vecchio conoscente di Betty, e poi anche con la suora della Comunità di Ivrea. Betty intanto, in mezzo alle sue scorribande torinesi, viene fermata dalla polizia. Gli assistenti sociali non sanno più cosa fare. Verdiana cerca di reinserire Betty nella società civile, facendole cercare un lavoro onesto come, ad esempio, l'infermiera all'ospedale. Betty tuttavia rimarrà sempre una ragazza contraddittoria, sospesa tra la sua fresca vitalità, travolgente e - spesso - masochistica, e l'istintiva coscienza di quel che si deve rifiutare, con una continua, pura ed inespressa ricerca del suo riscatto sociale.

## Produzione
A parte le scene nel quartiere periferico di Mirafiori Sud e alcune nel centro cittadino, la scena del piazzale delle prove in moto sono state girate in un altro quartiere periferico e problematico di Torino, Vallette, ed esattamente nell'isolato di Via Fiesole/Corso Cincinnato, all'epoca zona chiamata E15 (Espansione 15).

## Distribuzione
Il film è stato distribuito in Italia dalla Difilm. La distribuzione televisiva è avvenuta a opera della SACIS (in Germania, Svezia, Jugoslavia).

## Accoglienza
(Oria Conforti)
La presentazione in concorso alla Mostra Internazionale del Cinema 1980 spaccò in due la critica, suscitando scalpore e polemiche. Il film, sia a destra che a sinistra delle allora correnti politiche, fu bollato come "denigratorio, vergognoso, nocivo". Diego Novelli, l'allora sindaco di Torino, lo definì "...un cuneo duro, aspro, pesante, terribile, ma reale", il cuneo sociale che, di fatto, separava il degrado del sottoproletariato delle periferie con la stessa città metropolitana, industriale e dinamica. Nonostante il gradimento del pubblico e di alcuni giurati di Venezia, tra cui lo scrittore Umberto Eco - che insieme al giurato americano riteneva il film meritevole del Leone d'oro - il regista bresciano, già precedentemente cimentatosi in pellicole impegnate, subì una dura critica e un vero e proprio processo di emarginazione professionale, etichettato come troppo provocatorio, cinico e anche "mascalzone".
A nulla valse sia il riconoscimento in alcuni paesi esteri, soprattutto in Francia col premio Jeune Cinema di Hyères 1981, sia il discreto successo nelle sale cinematografiche italiane. Si tratta, infatti, di un particolare genere di film impegnati sul disagio giovanile, un vero e proprio antesignano di pellicole più note, quali Mery per sempre e Ragazzi fuori del regista Marco Risi che, tuttavia, usciranno ben nove anni dopo. Molti ritengono che il boicottaggio al Festival di Venezia fu organizzato e pretestuoso, in quanto il bersaglio principale, oltre che una parte della scomoda sinistra torinese di Novelli, fu lo stesso produttore del film, il direttore di Rai 2 Massimo Fichera, un socialista anomalo che lo stesso Craxi voleva da tempo cacciare, come infatti avvenne subito dopo..
A Torino, il film fu patrocinato dal Comune di Torino in collaborazione con Rai 2 e gli scrittori e giornalisti torinesi Sergio Ariotti e Bruno Gambarotta. Successivamente, la pellicola suscitò aspra disapprovazione tra alcuni consiglieri comunali, che criticarono Novelli per aver sostenuto un film che, a loro avviso, screditava la città. Stessa opinione la ebbero i rappresentanti dei Comitati di quartiere di via Artom a Mirafiori Sud, dove la storia è ambientata, che raccolsero quasi cinquecento firme affinché l'opera non venisse immessa nei circuiti cinematografico e televisivo.
(Diego Novelli)
Alcuni critici cinematografici scrissero sul film: 
(Giovanni Grazzini, Corriere della Sera)
(Sergio Frosali, Il Resto del Carlino)
(Alberto Farassino, la Repubblica)
(Lietta Tornabuoni, La Stampa)
(Gianluigi Rondi, Il Tempo)
(Mino Argentieri, Rinascita)
(Valerio Caprara, Il Mattino)
(Roberto Silvestri, il manifesto)
(Paolo Mereghett, Dizionario dei film)

## Riconoscimenti
- 1981 - Festival Internazional du Jeune Cinéma di Hieres
  - Gran premio della giuria
  - Gran premio del pubblico